# Mapas de Alessandro Zorzi

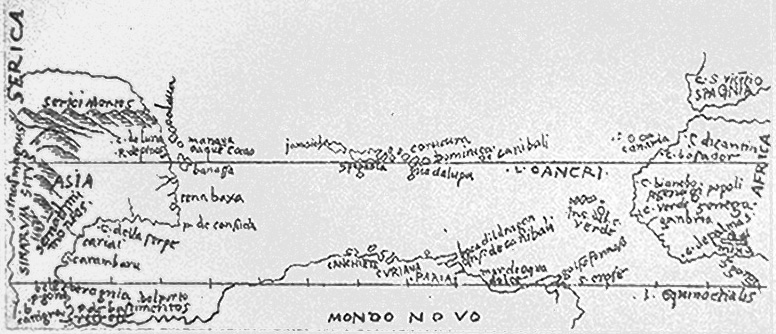
Mapa de las Indias Occidentales según el Códice Zorzi de la Biblioteca Nacional Central de Florencia.

Los mapas de Alessandro Zorzi son un conjunto de tres bocetos cartográficos dibujados en los márgenes de un libro de Alessandro Zorzi. Algunos historiadores atribuyeron el origen de los dibujos a un mapa proporcionado por Bartolomé Colón, hermano de Cristóbal Colón. Sin embargo, a raíz del estudio realizado por Roberto Almagià, en la actualidad se consideran obra genuina del propio Zorzi.

## Descripción
Son tres mapas: el primero representa las Indias occidentales, el segundo África y el tercero Asia. El que ha atraído históricamente más atención de los estudiosos, por contener información original, es el primero.

### El mapa de las Indias
En el mapa de las Indias se representan España, llamada en el mapa Spagnia, el oeste de África, las Antillas y la costa norte de América del Sur, llamada Mondo Novo, unida a Asia. El ecuador y el trópico de Cáncer se representan mediante líneas horizontales, la primera de ellas graduada.
El mapa resume admirablemente los errores de percepción de los hermanos Colón: subestimando groseramente las distancias, pensaban haber alcanzado las costas orientales de Asia. América del Sur, al norte de la cual se encuentran las Antillas, aparece de este modo unida a Asia. Al suroeste del mapa, en el punto de unión de los dos continentes, se encuentra Catigara, aparentemente la Kattigara de Ptolomeo, quien la localizaba en su Geographia 180° al este de Europa occidental, distancia curiosamente respetada en el mapa aun cuando Colón pensase que la distancia real entre la costa oeste de Europa y el este de Asia era de tan solo 135°. Para Colón se trataba del estrecho entre la Península Malaya e Indonesia por el que se comunican los mares de China e Índico.
Las Antillas se sitúan en el mapa muy al norte de su auténtica ubicación, por delante de Cuba, e independientes del continente asiático al que Colón creía haber llegado.

## Historia
Bartolomé Colón acompañó a Cristóbal Colón en su cuarto viaje, en 1502-1504. Tras el naufragio en Jamaica, Cristóbal escribió una carta al rey Fernando donde le informaba de sus exploraciones en Veragua (Nicaragua y Panamá). A su regreso a España Bartolomé trató de obtener la aprobación del rey para colonizar y cristianizar las tierras descubiertas en la costa de América Central. En 1506 viajó a Roma con objeto de obtener cartas de recomendación del papa Julio II, sin éxito. En Roma conoció a Alessandro Zorzi,  un cartógrafo veneciano que coleccionaba los relatos de los exploradores, y le mostró la carta de Colón. Zorzi le ayudó en la traducción de la carta. Según historiadores como Franz von Wieser, Zorzi dibujó entonces en sus márgenes los bocetos de los tres mapas, conforme a las explicaciones proporcionadas por Bartolomé. Según otras fuentes, sin embargo, Bartolomé no habría llegado a encontrarse con Zorzi, pero le dejó un mapa y su descripción a un canónigo de Santa María de Letrán, quien se los habría hecho llegar a Zorzi. El investigador Roberto Almagià puso de manifiesto que el mapa que Zorzi afirma haber recibido de Bartolomé Colón era un dibujo de las costas del Caribe, probablemente bastante detallado, mientras que los bocetos del códice representan de manera muy esquemática todo el orbe conocido. También identificó diferencias entre los topónimos que aparecen en los bocetos y los acuñados por Colón. Por todo ello concluyó que los bocetos no se inspiraron en un mapa colombino sino que fueron una obra genuina de Zorzi, ávido coleccionista de todas las noticias que llegaban del Nuevo Mundo.
Los mapas se encuentran en la actualidad en el llamado Códice Zorzi, en la Biblioteca Nazionale Centrale di Firenze, en Florencia.